# T002
T002（てぃー ぜろぜろに）は、東芝、および東芝モバイルコミュニケーション社（現・FCNT）によって開発された、auブランドを展開するKDDIおよび沖縄セルラー電話のCDMA 1X WIN対応音声用端末である。製造型番はTS002（てぃーえす ぜろぜろに）。

## 概要
W64Tの後継機種にあたる機種でソニー・エリクソン・モバイルコミュニケーションズ製以外としては初のグローバルパスポートGSMにも対応している（グローバルパスポートCDMAとのデュアル対応としても同様）。また、KCP+対応機種としては初めてmicroSDHCカードに対応した。

ちなみに、電池パックはW61T、T001と同じ物（61TSUAA）を使用している。
au向けの東芝製端末では初となる、IPX5/IPX7等級の防水機能を有する。
この機種より効果音のサウンドが一新された。

## 沿革
- 2009年4月20日 - テュフ・ラインランド・ジャパンより設計認証。
- 2009年5月25日 - KDDI、および東芝より公式発表。
- 2009年6月11日 - 四国、九州、沖縄地区にて発売。
- 2009年6月12日 - 上記以外の残りの地区にて発売。
- 2009年10月 - 販売終了。
- 2012年7月22日 - L800MHz（旧800Mhz帯・CDMA Bandclass 3／J-TACS）帯エリアによる音声・データ通信サービスの停波によりそれ以降はN800MHz（新800MHz帯・CDMA Bandclass 0 Subclass 2）帯エリア、および2GHz（CDMA Bandclass 6）帯エリアの各音声・データ通信サービスで利用する事となる。
- 2022年3月31日 - 同キャリアにおける3Gサービスの完全終了・停波により、当機種は全て使用不可となる[4][5]。

## 不具合および新機能の追加
2009年7月6日に以下の不具合の修正がケータイアップデートにより行われた。
- ケータイアレンジを設定した状態でEメール送信または受信を繰返すと、次の現象が発生する場合がある。
  - メールの本文、宛先、アドレス帳等が正しく表示されない。
  - 待受画面等が、設定した内容で正しく表示されない。
- 複数のアドレス帳データの削除処理時に、全て削除されない事象が発生する場合がある。
- EZニュースEX、EZニュースEX_おためし版で、一部のニュースデータが表示できなくなる場合がある。

2009年8月5日に以下の不具合の修正がケータイアップデートにより行われた。
- PCサイトビューアーにてサイトから画像データ保存中、同アプリを終了するとデータフォルダの残容量が減少する場合がある。
- エディタから電子辞書の意味検索実施中、クリアキーを押下すると電源がリセットする場合がある。

2009年9月3日に以下の不具合の修正がケータイアップデートにより行われた。
- 放送時間が連続する2つのテレビ番組の視聴予約やワンセグ録画予約ができない場合がある。

2010年6月24日に以下の新機能の追加がケータイアップデートにより行われた。
- 宅内用小型基地局「auフェムトセル」に対応した。

## 主な機能・サービス
※☆印が付与されている機能・サービスはGSM（海外）モード時は使用不可。
- 電子辞書
- カチャブル
- フェイク着信

| 主な機能・対応サービス                                                                  | 主な機能・対応サービス                                           | 主な機能・対応サービス                                                                | 主な機能・対応サービス                                        |
| --------------------------------------------------------------------------------------- | ---------------------------------------------------------------- | ------------------------------------------------------------------------------------- | ------------------------------------------------------------- |
| LISMO! (着うたフル) (着うたフルプラス) (LISMOビデオクリップ) (LISMO Video) (LISMO Book) | EZケータイアレンジ                                               | バーコードリーダー&メーカー                                                           | PCサイトビューアー                                            |
| au BOX                                                                                  | ワイヤレスミュージック                                           | au Smart Sports☆ Run & Walk☆ Karada Manager☆ ゴルフ☆ フイットネス☆ カロリーカウンター | EZナビウォーク☆                                               |
| EZ助手席ナビ☆                                                                           | 安心ナビ☆                                                        | 災害時ナビ                                                                            | ナカチェン                                                    |
| EZアプリ FullGame! Bluetooth対戦                                                        | EZアプリ(BREW)                                                   | オープンアプリプレイヤー☆                                                             | PCドキュメントビューアー                                      |
| アレンジメニュー                                                                        | au oneガジェット マルチプレイウィンドウ クイックアクセスメニュー | じぶん銀行アプリ☆                                                                     | EZ・FM                                                        |
| EZチャンネル EZチャンネルプラス EZニュースフラッシュ EZニュースEX                       | Touch Message                                                    | EZFeliCa                                                                              | ケータイ de PCメール au oneメール                             |
| デコレーションメール                                                                    | デコレーションアニメ (ラブハピなど)                              | 緊急地震速報☆                                                                         | 緊急通報位置通知                                              |
| EZテレビ（ワンセグ）☆                                                                   | グローバルパスポート (CDMA・GSM)                                 | 赤外線通信 (IrDA) 無線LAN機能 (Wi-Fi WIN)                                             | Bluetooth auフェムトセル (別途、ケータイアップデートにて対応) |